# McLaren
McLaren F1 Team, fundat el 1963 per Bruce McLaren (1937-1970), és un equip de curses automobilístiques amb seu a Woking, Surrey, Regne Unit, que és sobretot conegut com a equip de Fórmula 1, però que ha competit també en les 500 milles d'Indianapolis, i les 24 hores de Le Mans. L'equip és dirigit per Martin Whitmarsh i és supervisat per McLaren Racing, membre al seu torn de McLaren Group.
McLaren és un dels equips amb més èxit de la Fórmula 1, sent la segona escuderia en nombre de Campionats de Constructors (nou), empatat amb la també britànica Williams F1 i sols per darrere de la italiana Ferrari. Al llarg de la seva història, en 12 ocasions McLaren ha aconseguit el títol de pilots.

## Història

### McLaren amb Ford (1966 - 1983)

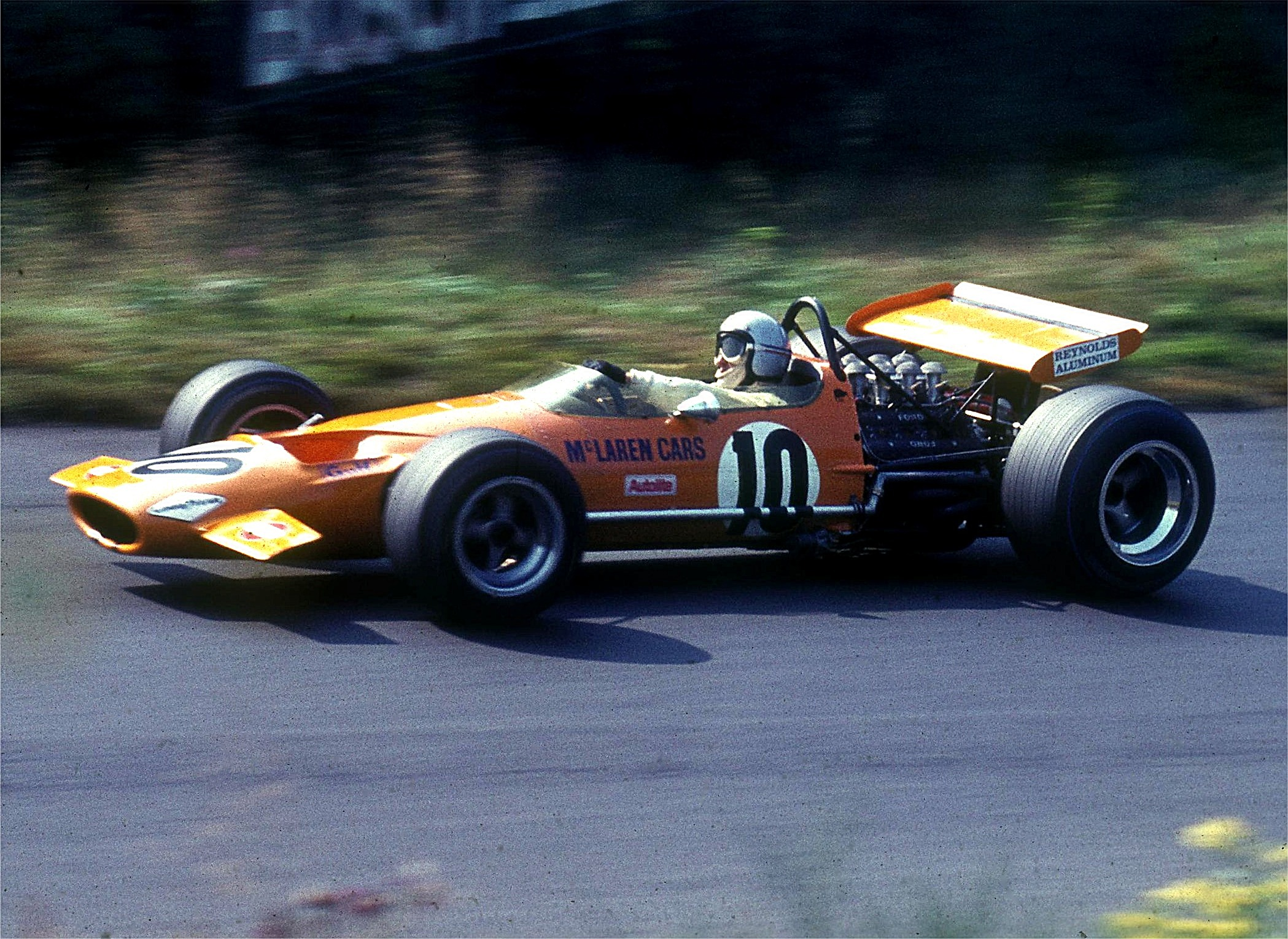
L'M7 de 1968 va donar a McLaren la seva primera victòria en Fórmula 1. En aquesta foto el condueix Bruce McLaren a Nürburgring el 1969.

Bruce McLaren, nascut a Nova Zelanda, anuncia la formació de McLaren Motor Racing Ltd. l'any 1963 a causa que el seu equip de llavors, no desitjava seguir els seus suggeriments d'enginyeria. Va contractar enginyers i pilots i va iniciar la construcció d'automòbils de carreres per a la Fórmula 1. Mentre desenvolupava l'automòbil, els pilots de l'equip van utilitzar vehicles Cooper T70.
L'equip McLaren de Fórmula 1 actual, va sorgir de la fusió de l'equip McLaren i del projecte d'equip (Project 4 o P4) que preparava Ron Dennis el 1981. D'allà els noms dels automòbils McLaren des de 1981: "M/P4-xx.". Els anys més gloriosos de l'equip McLaren van ser els primers sota la direcció de Ron Dennis.

### McLaren amb Porsche (1984 - 1987)

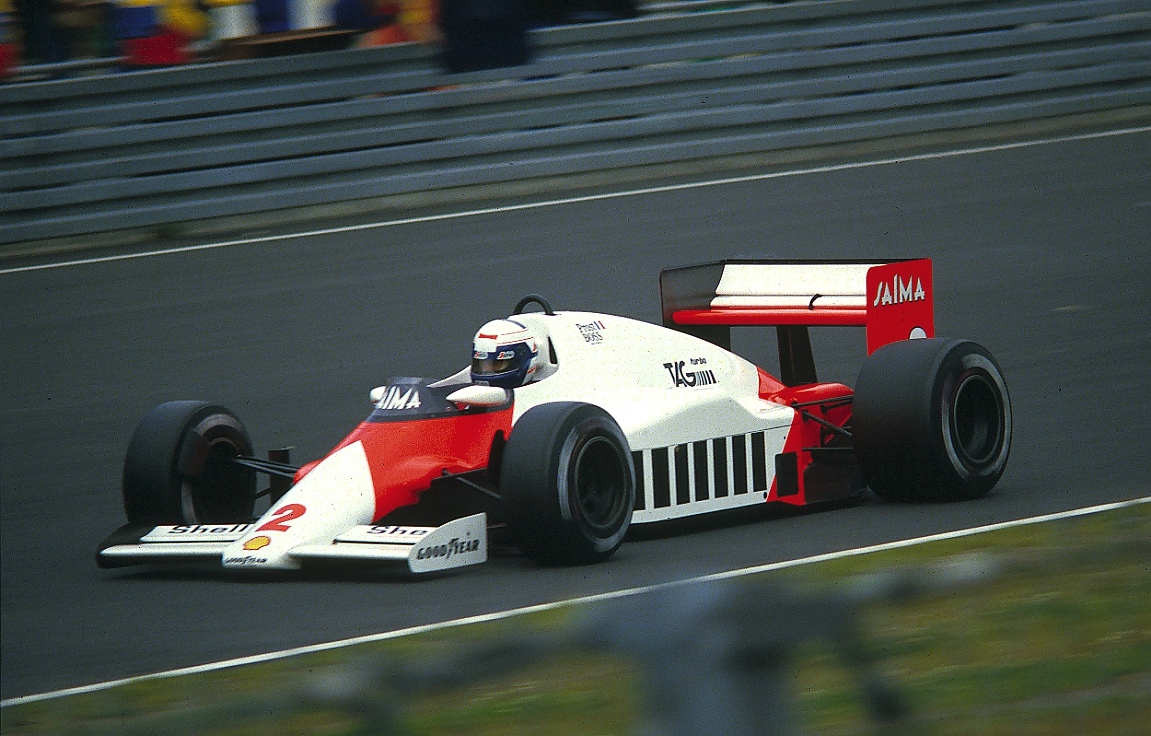
Alain Prost, fotografiat al Gran Premi d'Alemanya del 1985, qui va guanyar tres campionats de conductors amb McLaren.

John Barnard va dissenyar el revolucionari xassís M/P4-1, el primer fabricat amb fibra de carboni, amb què es va veure la importància d'un bon xassís en la F1. Aquest revolucionari xassís va aconseguir dissimular les manques en qüestions de potència del motor TAG/Porsche turbo. McLaren va tenir en aquells anys grans pilots com Niki Lauda, Alain Prost, Keke Rosberg, i Stefan Johansson. McLaren-Porsche va guanyar el títol de constructors el 1984 i 1985 amb Lauda i Prost com a campions del món, respectivament. Prost va guanyar novament el títol de pilots el 1986.

### McLaren amb Honda (1988 - 1992)

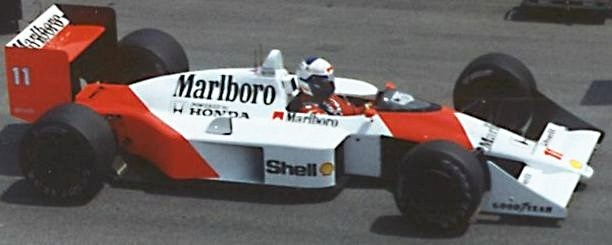
Prost al Canadà'88

El 1988, amb motors Profunda, McLaren va dominar la temporada guanyant-ne 15 de 16 curses, coronant Ayrton Senna com a campió de pilots malgrat la forta rivalitat entre Senna i el seu company d'escuderia Prost.
El 1989 el domini de McLaren seguia fins i tot present, tanmateix aquell any el títol va anar per a Alain Prost en detriment de Ayrton Senna.
Malgrat la marxa d'Alain Prost cap a Ferrari l'any 1990, McLaren va dominar la Fórmula 1 durant dos anys més.
A partir de 1992 l'equip va iniciar el seu declivi amb l'inici de la dominació dels motors Renault a la competició.

### McLaren amb Mercedes (1995 - 2014)

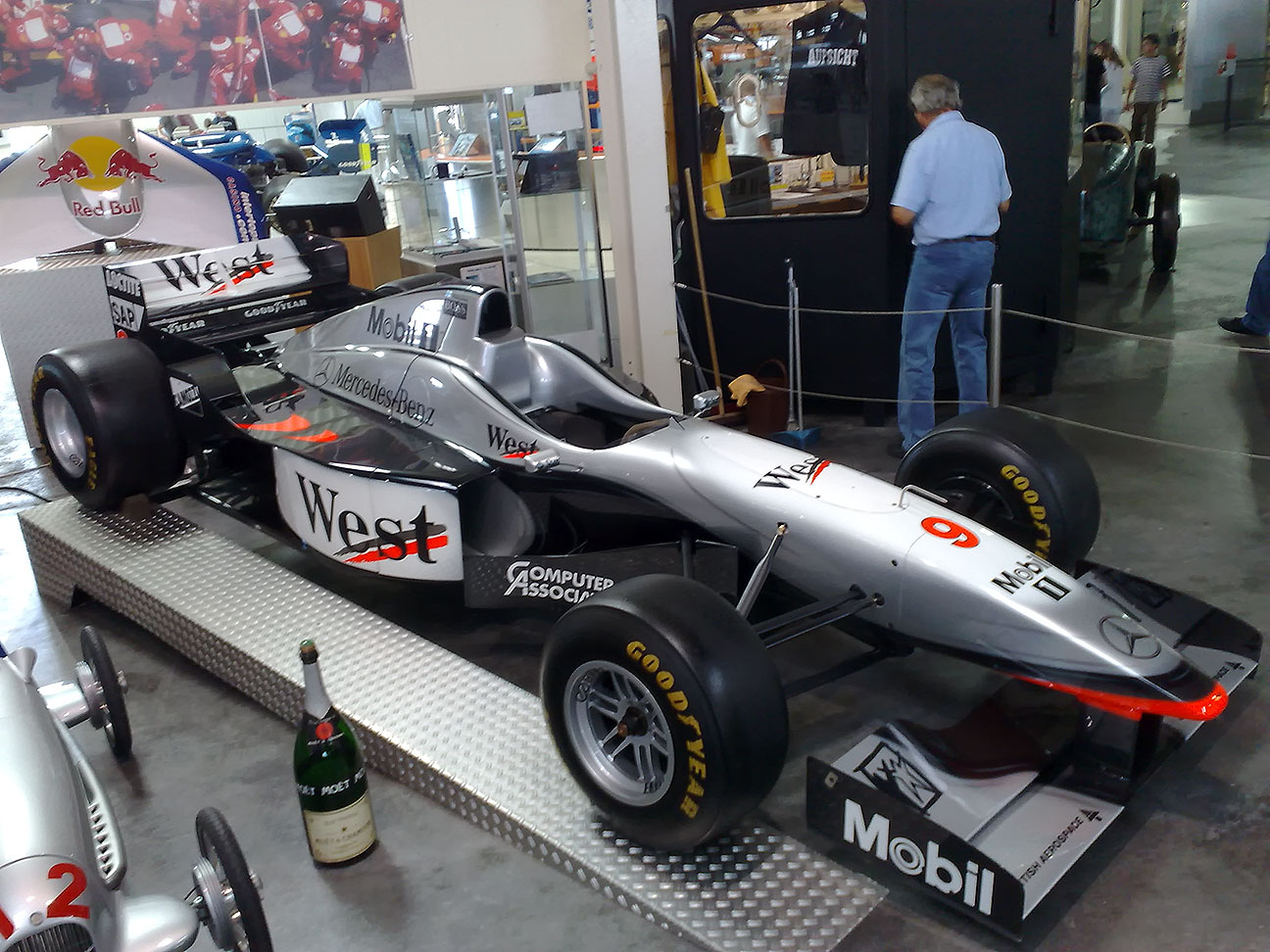
1997

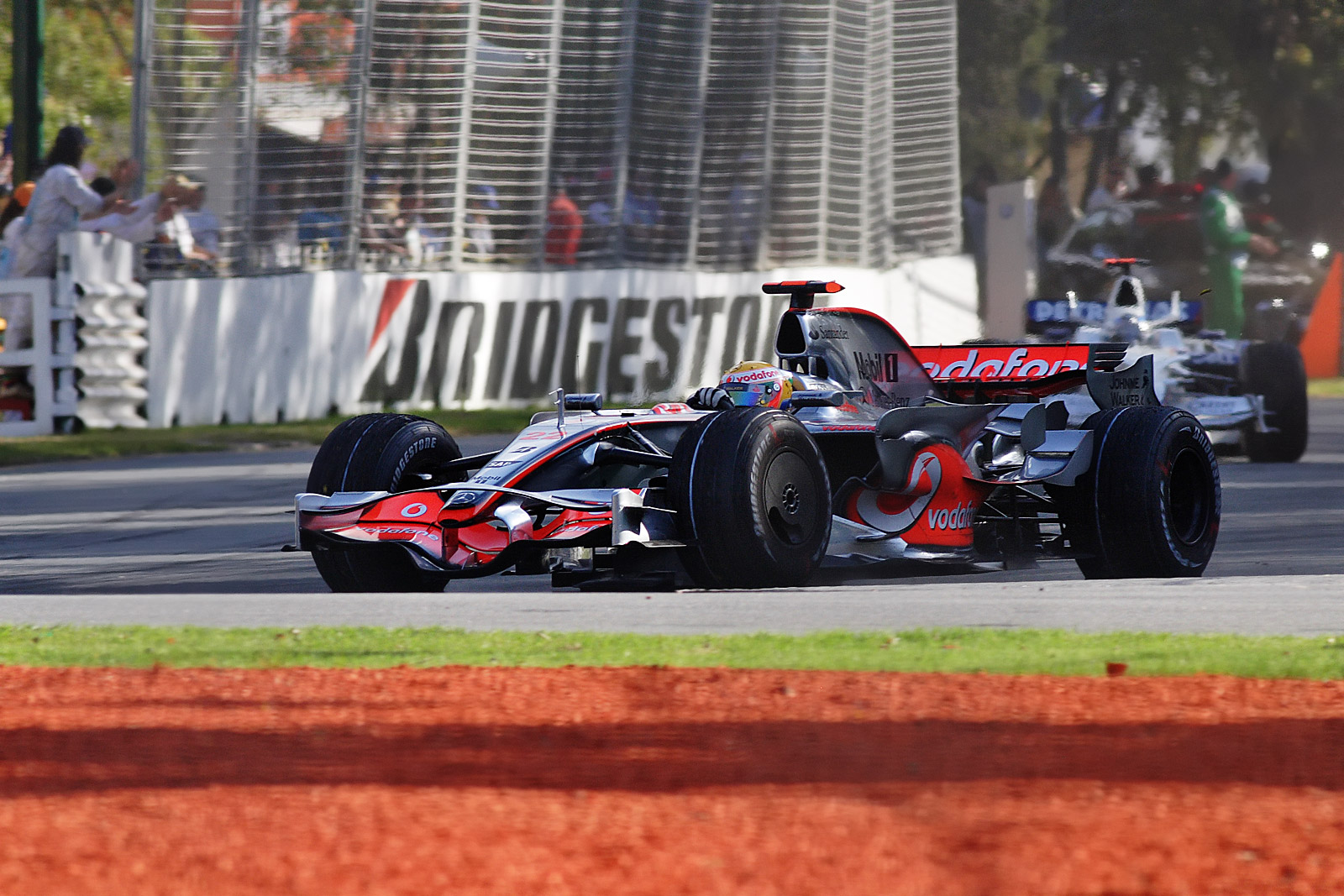
Lewis Hamilton al volant d'un McLaren en el Gran Premi d'Austràlia del 2008

La 1996, es van reiniciar els èxits de la combinació de xassís McLaren amb motor Mercedes. Amb Mika Häkkinen i David Coulthard es va guanyar el mundial de constructors de la temporada 1998 i Häkkinen va guanyar el mundial de pilots 1998 i de 1999.
En la temporada 2007 l'equip va ser desqualificat per espionatge a Ferrari.
En la temporada 2008 Lewis Hamilton va guanyar un altre campionat del món de pilots amb l'escuderia, l'últim campionat de l'equip fins a l'actualitat.
Amb la creació del seu propi equip Mercedes deixa de proveir motors a l'escuderia.

### McLaren amb Honda (2015 - 2017)
A partir de 2015 torna a utilitzar motors Honda, que torna a la Formula1 com a proveïdor de motors. Els motors Honda resulten poc fiables i poc competitius i l'escuderia no obté bons resultats en el transcurs d'aquesta etapa.

### McLaren amb Renault (2018 - 2020)
A partir de 2018 l'escuderia comença a competir amb motors Renault. L'equip decideix usar els motors francesos fins 2020, degut a falta de fiabilitat.

### McLaren amb Mercedes (2021 - actualitat)
A partir de 2021 l'escuderia torna a competir amb motors Mercedes.

## Pilots
Pilots actuals:
- Lando Norris (2019-)
- Oscar Piastri (2023-)

## Palmarès
McLaren és el segon equip amb més campionats de pilots i el tercer amb més campionats de constructors.
- Campionats del món de pilots: 12 (1974, 1976, 1984, 1985, 1986, 1988, 1989, 1990, 1991, 1998, 1999, 2008)
- Campionats del món de constructors: 9 (1974, 1984, 1985, 1988, 1989, 1990, 1991, 1998, 2024)
- Victòries: 189
- Poles: 164
- Voltes ràpides: 171

## Resultats

### Campionat de constructors
| Any     | Nom                                          | Cotxe                  | Motor                                             | Pneumátics | Combustible | No.           | Pilots                                                                          | Punts   | WCC     |
| ------- | -------------------------------------------- | ---------------------- | ------------------------------------------------- | ---------- | ----------- | ------------- | ------------------------------------------------------------------------------- | ------- | ------- |
| 1966    | Bruce McLaren Motor Racing                   | M2B                    | Ford 406 3.0 V8 Serenissima M166 3.0 V8           | F          |             | N/D           | Bruce McLaren                                                                   | 2 1     | 9 12    |
| 1967    | Bruce McLaren Motor Racing                   | M4B M5A                | BRM P56 2.0 V8 BRM P142 3.0 V12                   | G          |             | N/D           | Bruce McLaren                                                                   | 3       | 10      |
| 1968    | Bruce McLaren Motor Racing                   | M5A M7A                | BRM P142 3.0 V12 Ford-Cosworth DFV 3.0 V8         | G          |             | N/D           | Denny Hulme Bruce McLaren                                                       | 3 49    | 10 2    |
| 1969    | Bruce McLaren Motor Racing                   | M7A M7B M7C M9A        | Ford-Cosworth DFV 3.0 V8                          | G          |             | N/D           | Bruce McLaren Denny Hulme Derek Bell                                            | 38 (40) | 5       |
| 1970    | Bruce McLaren Motor Racing                   | M7D M14A M14D          | Ford-Cosworth DFV 3.0 V8 Alfa Romeo T33 3.0 V8    | G          |             | N/D           | Bruce McLaren Denny Hulme Peter Gethin Dan Gurney Andrea de Adamich Nanni Galli | 35 0    | 5 NC    |
| 1971    | Bruce McLaren Motor Racing                   | M14A M19A              | Ford-Cosworth DFV 3.0 V8                          | G          |             | N/D           | Denny Hulme Peter Gethin Jackie Oliver                                          | 10      | 6       |
| 1972    | Yardley Team McLaren                         | M19A M19C              | Ford-Cosworth DFV 3.0 V8                          | G          |             | N/D           | Denny Hulme Peter Revson Brian Redman Jody Scheckter                            | 47 (49) | 3       |
| 1973    | Yardley Team McLaren                         | M19A M19C M23          | Ford-Cosworth DFV 3.0 V8                          | G          |             | N/D           | Denny Hulme Peter Revson Jody Scheckter Jacky Ickx                              | 58      | 3       |
| 1974    | Yardley Team McLaren Marlboro Team Texaco    | M23                    | Ford-Cosworth DFV 3.0 V8                          | G          |             | 5. 6. 33.     | Emerson Fittipaldi Denny Hulme Mike Hailwood David Hobbs Jochen Mass            | 73 (75) | 1       |
| 1975    | Marlboro Team Texaco                         | M23                    | Ford-Cosworth DFV 3.0 V8                          | G          |             | 1. 2.         | Emerson Fittipaldi Jochen Mass                                                  | 53      | 3       |
| 1976    | Marlboro Team McLaren                        | M23 M26                | Ford-Cosworth DFV 3.0 V8                          | G          |             | 11. 12.       | James Hunt Jochen Mass                                                          | 74 (75) | 2       |
| 1977    | Marlboro Team McLaren                        | M23 M26                | Ford-Cosworth DFV 3.0 V8                          | G          |             | 1. 2. 14. 40. | James Hunt Jochen Mass Bruno Giacomelli Gilles Villeneuve                       | 60      | 3       |
| 1978    | Marlboro Team McLaren                        | M26                    | Ford-Cosworth DFV 3.0 V8                          | G          |             | 7. 8. 33.     | James Hunt Patrick Tambay Bruno Giacomelli                                      | 15      | 8       |
| 1979    | Marlboro Team McLaren Löwenbräu Team McLaren | M26 M28 M28B M28C M29  | Ford-Cosworth DFV 3.0 V8                          | G          |             | 7. 8.         | John Watson Patrick Tambay                                                      | 15      | 7       |
| 1980    | Marlboro Team McLaren                        | M29B M29C M30          | Ford-Cosworth DFV 3.0 V8                          | G          |             | 7. 8.         | John Watson Alain Prost Stephen South                                           | 11      | 9       |
| 1981    | Marlboro McLaren International               | M29C M29F MP4          | Ford-Cosworth DFV 3.0 V8                          | M          |             | 7. 8.         | John Watson Andrea de Cesaris                                                   | 28      | 6       |
| 1982    | Marlboro McLaren International               | MP4B                   | Ford-Cosworth DFV 3.0 V8                          | M          |             | 7. 8.         | John Watson Niki Lauda                                                          | 69      | 2       |
| 1983    | Marlboro McLaren International               | MP4/1C MP4/1E          | Ford-Cosworth DFV 3.0 V8 TAG-Porsche 1.5 V6 t     | M          |             | 7. 8.         | John Watson Niki Lauda                                                          | 34 0    | 5 NC    |
| 1984    | Marlboro McLaren International               | MP4/2                  | TAG-Porsche 1.5 V6 t                              | M          |             | 7. 8.         | Niki Lauda Alain Prost                                                          | 143.5   | 1       |
| 1985    | Marlboro McLaren International               | MP4/2B                 | TAG-Porsche 1.5 V6 t                              | G          |             | 1. 2.         | Niki Lauda John Watson Alain Prost                                              | 90      | 1       |
| 1986    | Marlboro McLaren International               | MP4/2C                 | TAG-Porsche 1.5 V6 t                              | G          |             | 1. 2.         | Alain Prost Keke Rosberg                                                        | 96      | 2       |
| 1987    | Marlboro McLaren International               | MP4/3                  | TAG-Porsche 1.5 V6 t                              | G          |             | 1. 2.         | Alain Prost Stefan Johansson                                                    | 76      | 2       |
| 1988    | Honda Marlboro McLaren                       | MP4/4                  | Honda RA168E 1.5 V6 t                             | G          |             | 11. 12.       | Alain Prost Ayrton Senna                                                        | 199     | 1       |
| 1989    | Honda Marlboro McLaren                       | MP4/5                  | Honda RA109E 3.5 V10                              | G          |             | 1. 2.         | Ayrton Senna Alain Prost                                                        | 141     | 1       |
| 1990    | Honda Marlboro McLaren                       | MP4/5B                 | Honda RA100E 3.5 V10                              | G          |             | 27. 28.       | Ayrton Senna Gerhard Berger                                                     | 121     | 1       |
| 1991    | Honda Marlboro McLaren                       | MP4/6                  | Honda RA121E 3.5 V12                              | G          |             | 1. 2.         | Ayrton Senna Gerhard Berger                                                     | 139     | 1       |
| 1992    | Honda Marlboro McLaren                       | MP4/6B MP4/7A          | Honda RA122E 3.5 V12 Honda RA122E/B 3.5 V12       | G          |             | 1. 2.         | Ayrton Senna Gerhard Berger                                                     | 99      | 2       |
| 1993    | Marlboro McLaren                             | MP4/8                  | Ford HBE7 3.5 V8                                  | G          |             | 7. 8.         | Michael Andretti Mika Häkkinen Ayrton Senna                                     | 84      | 2       |
| 1994    | Marlboro McLaren Peugeot                     | MP4/9                  | Peugeot A6 3.5 V10                                | G          |             | 7. 8.         | Mika Häkkinen Philippe Alliot Martin Brundle                                    | 42      | 4       |
| 1995    | Marlboro McLaren Mercedes                    | MP4/10 MP4/10B MP4/10C | Mercedes FO 110 3.0 V10                           | G          |             | 7. 8.         | Mark Blundell Nigel Mansell Mika Häkkinen Jan Magnussen                         | 30      | 4       |
| 1996    | Marlboro McLaren Mercedes                    | MP4/11                 | Mercedes FO 110 3.0 V10                           | G          | ExxonMobil  | 7. 8.         | Mika Häkkinen David Coulthard                                                   | 49      | 4       |
| 1997    | West McLaren Mercedes                        | MP4/12                 | Mercedes FO 110E 3.0 V10 Mercedes FO 110F 3.0 V10 | G          | ExxonMobil  | 9. 10.        | Mika Häkkinen David Coulthard                                                   | 63      | 4       |
| 1998    | West McLaren Mercedes                        | MP4/13                 | Mercedes FO 110G 3.0 V10                          | B          | ExxonMobil  | 7. 8.         | David Coulthard Mika Häkkinen                                                   | 156     | 1       |
| 1999    | West McLaren Mercedes                        | MP4/14                 | Mercedes FO 110H 3.0 V10                          | B          | ExxonMobil  | 1. 2.         | Mika Häkkinen David Coulthard                                                   | 124     | 2       |
| 2000    | West McLaren Mercedes                        | MP4/15                 | Mercedes FO 110J 3.0 V10                          | B          | ExxonMobil  | 1. 2.         | Mika Häkkinen David Coulthard                                                   | 152     | 2       |
| 2001    | West McLaren Mercedes                        | MP4-16                 | Mercedes FO 110K 3.0 V10                          | B          | ExxonMobil  | 3. 4.         | Mika Häkkinen David Coulthard                                                   | 102     | 2       |
| 2002    | West McLaren Mercedes                        | MP4-17                 | Mercedes FO 110M 3.0 V10                          | M          | ExxonMobil  | 3. 4.         | David Coulthard Kimi Räikkönen                                                  | 65      | 3       |
| 2003    | West McLaren Mercedes                        | MP4-17D                | Mercedes FO 110M 3.0 V10 Mercedes FO 110P 3.0 V10 | M          | ExxonMobil  | 5. 6.         | David Coulthard Kimi Räikkönen                                                  | 142     | 3       |
| 2004    | West McLaren Mercedes                        | MP4-19 MP4-19B         | Mercedes FO 110Q 3.0 V10                          | M          | ExxonMobil  | 5. 6.         | David Coulthard Kimi Räikkönen                                                  | 69      | 5       |
| 2005    | West McLaren Mercedes Team McLaren Mercedes  | MP4-20                 | Mercedes FO 110R 3.0 V10                          | M          | ExxonMobil  | 9. 10.        | Kimi Räikkönen Juan Pablo Montoya Pedro de la Rosa Alexander Wurz               | 182     | 2       |
| 2006    | Team McLaren Mercedes                        | MP4-21                 | Mercedes FO 108S 2.4 V8                           | M          | ExxonMobil  | 3. 4.         | Kimi Räikkönen Juan Pablo Montoya Pedro de la Rosa                              | 110     | 3       |
| 2007    | Vodafone McLaren Mercedes                    | MP4-22                 | Mercedes FO 108T 2.4 V8                           | B          | ExxonMobil  | 1. 2.         | Fernando Alonso Lewis Hamilton                                                  | 0 (203) | EX      |
| 2008    | Vodafone McLaren Mercedes                    | MP4-23                 | Mercedes FO 108T 2.4 V8                           | B          | ExxonMobil  | 22. 23.       | Lewis Hamilton Heikki Kovalainen                                                | 151     | 2       |
| 2009    | Vodafone McLaren Mercedes                    | MP4-24                 | Mercedes FO 108W 2.4 V8                           | B          | ExxonMobil  | 1. 2.         | Lewis Hamilton Heikki Kovalainen                                                | 71      | 3       |
| 2010    | Vodafone McLaren Mercedes                    | MP4-25                 | Mercedes FO 108X 2.4 V8                           | B          | ExxonMobil  | 1. 2.         | Jenson Button Lewis Hamilton                                                    | 454     | 2       |
| 2011    | Vodafone McLaren Mercedes                    | MP4-26                 | Mercedes FO 108Y 2.4 V8                           | P          | ExxonMobil  | 3. 4.         | Lewis Hamilton Jenson Button                                                    | 497     | 2       |
| 2012    | Vodafone McLaren Mercedes                    | MP4-27                 | Mercedes FO 108Z 2.4 V8                           | P          | ExxonMobil  | 3. 4.         | Jenson Button Lewis Hamilton                                                    | 378     | 3       |
| 2013    | Vodafone McLaren Mercedes                    | MP4-28                 | Mercedes FO 108F 2.4 V8                           | P          | ExxonMobil  | 5. 6.         | Jenson Button Sergio Pérez                                                      | 122     | 5       |
| 2014    | McLaren Mercedes                             | MP4-29                 | Mercedes PU106A Hybrid 1.6 V6 t                   | P          | ExxonMobil  | 20. 22.       | Kevin Magnussen Jenson Button                                                   | 181     | 5       |
| 2015    | McLaren Honda                                | MP4-30                 | Honda RA615H 1.6 V6 t                             | P          | ExxonMobil  | 14. 20. 22.   | Fernando Alonso Kevin Magnussen Jenson Button                                   | 27      | 9       |
| 2016    | McLaren Honda                                | MP4-31                 | Honda RA616H 1.6 V6 t                             | P          | ExxonMobil  | 14. 22. 47.   | Fernando Alonso Jenson Button Stoffel Vandoorne                                 | 76      | 6       |
| 2017    | McLaren Honda                                | MCL32                  | Honda RA617H 1.6 V6 t                             | P          | BP          | 2. 14. 22.    | Stoffel Vandoorne Fernando Alonso Jenson Button                                 | 30      | 9       |
| 2018    | McLaren F1 Team                              | MCL33                  | Renault R.E.18 1.6 V6 t                           | P          |             | 2. 14.        | Stoffel Vandoorne Fernando Alonso                                               | 62      | 6       |
| 2019    | McLaren F1 Team                              | MCL34                  | Renault E-Tech 19 1.6 V6 t                        | P          | Petrobrás   | 4. 55.        | Lando Norris Carlos Sainz Jr.                                                   | 145     | 4       |
| 2020    | McLaren F1 Team                              | MCL35                  | Renault 1.6 V6 t                                  | P          | Gulf        | 4. 55.        | Lando Norris Carlos Sainz Jr.                                                   | 202     | 3       |
| 2021    | McLaren F1 Team                              | MCL35M                 | Mercedes M12 E Performance 1.6 V6 t               | P          | Gulf        | 3. 4.         | Daniel Ricciardo Lando Norris                                                   | 275     | 4       |
| 2022    | McLaren F1 Team                              | MCL36                  | Mercedes M13 E Performance 1.6 V6 t               | P          | Gulf        | 3. 4.         | Daniel Ricciardo Lando Norris                                                   | 159     | 5       |
| 2023    | McLaren F1 Team                              | MCL60                  | Mercedes M14 E Performance 1.6 V6 t               | P          |             | 4. 81.        | Lando Norris Oscar Piastri                                                      | 302     | 4       |
| 2024    | McLaren F1 Team                              | MCL38                  | Mercedes M15 E Performance 1.6 V6 t               | P          |             | 4. 81.        | Lando Norris Oscar Piastri                                                      | 666     | 1       |
| 2025    | McLaren F1 Team                              | MCL39                  | Mercedes 1.6 V6 t                                 | P          |             | 4. 81.        | Lando Norris Oscar Piastri                                                      | En curs | En curs |
| Source: |                                              |                        |                                                   |            |             |               |                                                                                 |         |         |

### Campionat de pilots
Set pilots han guanyat un total de 12 campionats mundials amb McLaren.
- Emerson Fittipaldi (1974)
- James Hunt (1976)
- Niki Lauda (1984)
- Alain Prost (1985, 1986, 1989)
- Ayrton Senna (1988, 1990, 1991)
- Mika Häkkinen (1998, 1999)
- Lewis Hamilton (2008)